# Kis Miklós Zsolt
Kis Miklós Zsolt (1979–) közgazdász (MSC), vállalkozó. 2005-2019 között aktív érdekképviseleti szereplő (jelenleg a MAGOSZ alelnöke). 2013-2019 között a Nemzeti Agrárgazdasági Kamara alelnöke, 2014-2019 között államtitkár volt.

## Életpályája
2010 óta több feladatot végzett el sikeresen a magyar agrárpolitikában. Parlamenti agrárszakértőként, később a Nemzeti Agrárgazdasági Kamara kabinetfőnökeként, majd alelnökeként a kamarai rendszer kiépítése, a választások előkészítése, megszervezése, illetve az új köztestület szakmai munkájának megszervezése, nemzetközi elismertségének visszaszerzése volt a fő feladata. 2014–2018 között a Lázár János által vezetett Miniszterelnökség államtitkára. Feladata volt a Vidékfejlesztési Program újratervezése, az Európai Bizottsággal történő elfogadtatása, az 1300 milliárd forintos keret pályázatainak meghirdetése, az államtitkárság Kecskemétre költöztetése, az új intézményrendszer felállítása, kiépítése, és a pályázatok zömének 2018. március végéig történő elbírálása.
2018. júniusától 2019. december 3-ig a Nagy István által vezetett Agrárminisztérium vidékfejlesztésért felelős államtitkára volt.
2013–2015 és 2015–2017 között, két cikluson keresztül a Copa-Cogeca megválasztott alelnöke volt.
2002–2010 között a családi gazdaságukban, majd egyéni mezőgazdasági vállalkozóként dolgozott. 2019. decembere óta ismét a családi vállalkozásban tevékenykedik.
2002-ben, az elveszített választásokat követően lépett be a Fideszbe, melynek azóta is tagja. 2014-ben, 2018-ban is a párt országos listáján szerepelt.